# Cixius bipunctata
Cixius bipunctata är en insektsart som först beskrevs av Linnt 1767.  Cixius bipunctata ingår i släktet Cixius och familjen kilstritar. Inga underarter finns listade i Catalogue of Life.